# فهرست سرزمین‌هایی که هلندی یک زبان رسمی در آنجا است
درصد گویشوران هلندی و آفریکانس (با فرض مجموع ۴۶ میلیون) در جهان

وضعیت‌های رسمی هلندی و آفریکانس:

در اینجا فهرست سرزمین‌هایی که زبان رسمی‌شان هلندی یا آفریکانس است ارائه شده‌است. این فهرست شامل کشورها و همچنین سرزمین‌های وابسته که زبان هلندی و/یا آفریکانس (یکی از) زبان (های) رسمی‌شان است می‌شود.
هلندی و آفریکانس زبان مادری یا زبان دوم حدود ۴۶ میلیون نفر در جهان است. سطح بالایی از فهم متقابل میان این دو زبان به ویژه در گونهٔ نوشتاری موجود است. به‌طور تقریبی ۹۰ تا ۹۵٪ از واژگان آفریکانس ریشه در هلندی دارد و تفاوت‌های لغوی کمی بین این دو زبان وجود دارد؛ با این حال، آفریکانس دارای صرف، دستور و املای منظم تری است.

## هلندی یا آفریکانس به عنوان زبان رسمی
هلندی و/یا آفریکانس زبان رسمی ۵ کشور هستند، که در آمریکا، آفریقا و اروپا قرار دارند. هلند، بلژیک و سورینام اعضای اتحادیه زبان هلندی هستند.
| کشور                     | جمعیت ۲۰۱۱  | سخنوران          | سخنوران          | یادداشت                                                                 |
| کشور                     | جمعیت ۲۰۱۱  | مادری            | دوم              | یادداشت                                                                 |
| ------------------------ | ----------- | ---------------- | ---------------- | ----------------------------------------------------------------------- |
| پادشاهی هلند · هلندی     | ۱۷٬۱۱۶٬۰۰۰  | ۱۵٬۴۴۹٬۰۰۰ (۹۰٪) | ۶۸۷٬۰۰۰ (۴٪)     | زبان دوفاکتوی ملی                                                       |
| آفریقای جنوبی · آفریکانس | ۵۱٬۷۷۰٬۰۰۰  | ۶٬۸۶۰٬۰۰۰ (۱۴٪)  | ۱۰٬۳۰۰٬۰۰۰ (۱۹٪) | یکی از زبان‌های دوژور رسمی کشور                                          |
| بلژیک · هلندی            | ۱۱٬۳۰۳٬۰۰۰  | ۶٬۲۱۵٬۰۰۰ (۵۵٪)  | ۱٬۴۶۹٬۰۰۰ (۱۳٪)  | یکی از زبان‌های دوژور رسمی کشور (زبان اکثریت در ولامس و اقلیت در بروکسل) |
| سورینام · هلندی          | ۵۴۰٬۰۰۰     | ۳۲۵٬۰۰۰ (۶۰٪)    | ۲۱۵٬۰۰۰ (۴۰٪)    | زبان دوژور رسمی کشور                                                    |
| نامیبیا · آفریکانس       | ۲٬۱۱۳٬۰۰۰   | ۲۲۰٬۰۰۰ (۱۰٬۴٪)  | زبان میانجی      | زبان ملی به رسمیت‌شناخته‌شده                                              |
| کل                       | ۸۲٬۸۳۴٬۰۰۰~ | ۲۹٬۰۶۹٬۰۰۰~      | ۱۲٬۶۷۱٬۰۰۰+      |                                                                         |

## سایر وضعیت‌های قانونی
هلندی در اندونزی یک زبان رسمی نیست، اما این زبان پس از یک دوره استعمار ۳۵۰ ساله در این کشور به عنوان زبان منبع بسیار استفاده می‌شود. به ویژه در حقوق، هلندی دارای وضعیت نیمه‌رسمی است زیرا بسیاری از قوانین استعماری فقط به هلندی موجود هستند.
گرچه هلندی زبان بومی مردم فلاندر فرانسه است، در فرانسه یا این منطقه دارای وضعیت رسمی نمی‌باشد.

## نهادهای بین‌المللی
هلندی و/یا آفریکانس زبان رسمی نهادهای بین‌المللی زیر هستند:
- بنلوکس (هلندی)[۱۴]
- اتحادیه آفریقا (آفریکانس)
- جامعه و بازار مشترک کارائیب (هلندی)
- اتحادیه اروپا (هلندی)
- اتحادیه کشورهای آمریکای جنوبی (هلندی)
- اتحادیه زبان هلندی (آفریکانس/هلندی)